# Edgar Allen
Edgar Allen (Canyon City, 1892 – New Haven, 1943) è stato un medico statunitense specializzato in endocrinologia.
Insegnò prima all'Università del Missouri e poi a Yale. Studiò l'ovogenesi e, con Edward Adelbert Doisy, identificò le sostanze estrogene del follicolo, portando alla comprensione della relazione esistente tra modificazione morfologiche gonadiche e attività ormonale.